# Haslangkreit
Haslangkreit ist ein Kirchdorf und Ortsteil des Marktes Kühbach im Landkreis Aichach-Friedberg, der zum Regierungsbezirk Schwaben in Bayern gehört.
Zur ehemaligen Gemeinde Haslangkreit gehören die beiden Gemarkungen Haslangkreit und Großhausen:
- Zur Gemarkung Haslangkreit gehören die Kirchdörfer Haslangkreit und Paar.
- Zur Gemarkung Großhausen gehören das Pfarrdorf Großhausen, der Weiler Radersdorf und die Einöden Abtismühle, Oedmühle und Sedlhof.

## Geographie
Haslangkreit liegt im Donau-Isar-Hügelland und damit im unterbayerischen Hügelland, das zum Alpenvorland, einer der naturräumlichen Haupteinheiten Deutschlands, gehört.
Haslangkreit liegt ungefähr 2,5 km nördlich von Kühbach. Großhausen liegt etwa 2,5 km südwestlich, Paar rund 600 m südwestlich und Radersdorf etwa 1,3 km westlich von Haslangkreit. Die Oedmühle und der Sedlhof liegen beide rund 600 m südsüdwestlich und die Abtismühle ungefähr 400 m östlich von Großhausen.
Die gesamten Gemarkungen Haslangkreit und Großhausen liegen im Tal der von Südwesten nach Nordosten fließenden Paar, von der auch der Ortsteil Paar seinen Namen hat. Die Paar mäandert hier noch stark in ihrem natürlichen Bett. Die Gegend ist eben, stellenweise sumpfig und von Baggerseen durchsetzt, wie dem Radersdorfer Badesee, dem Paarer Weiher und dem Kreuter Weiher.
Zwischen der Oedmühle und dem Sedlhof mündet der von Inchenhofen und Sainbach aus dem Nordwesten kommende Weiherbach als linker Zufluss in die Paar. Südwestlich von Paar mündet das von Kühbach im Südosten her kommende Kühbächlein, das zuerst den Kühbacher Weiher und dann den Paarer Weiher durchfließt, in die Paar. Der Haslangkreiter Graben entspringt südöstlich von Haslangkreit, durchfließt den Windener Weiher und den Kreuter Weiher, umfließt Haslangkreit im Südwesten und mündet nordwestlich von Haslangkreit in den Hackengraben, der parallel zur Paar nach Norden fließt, um östlich von Unterbernbach in den Paar-Flutgraben zu münden.
In der Radersdorfer Kreuzung westlich von Radersdorf kreuzen sich die beiden Kreisstraßen AIC 5 und AIC 7: Erstere verläuft entlang des Paartals in südwestlich-nordöstlicher Richtung von Oberbernbach über Radersdorf nach Unterbernbach, die andere in nordwestlich-südöstlicher Richtung von Inchenhofen nach Kühbach.

## Geschichte

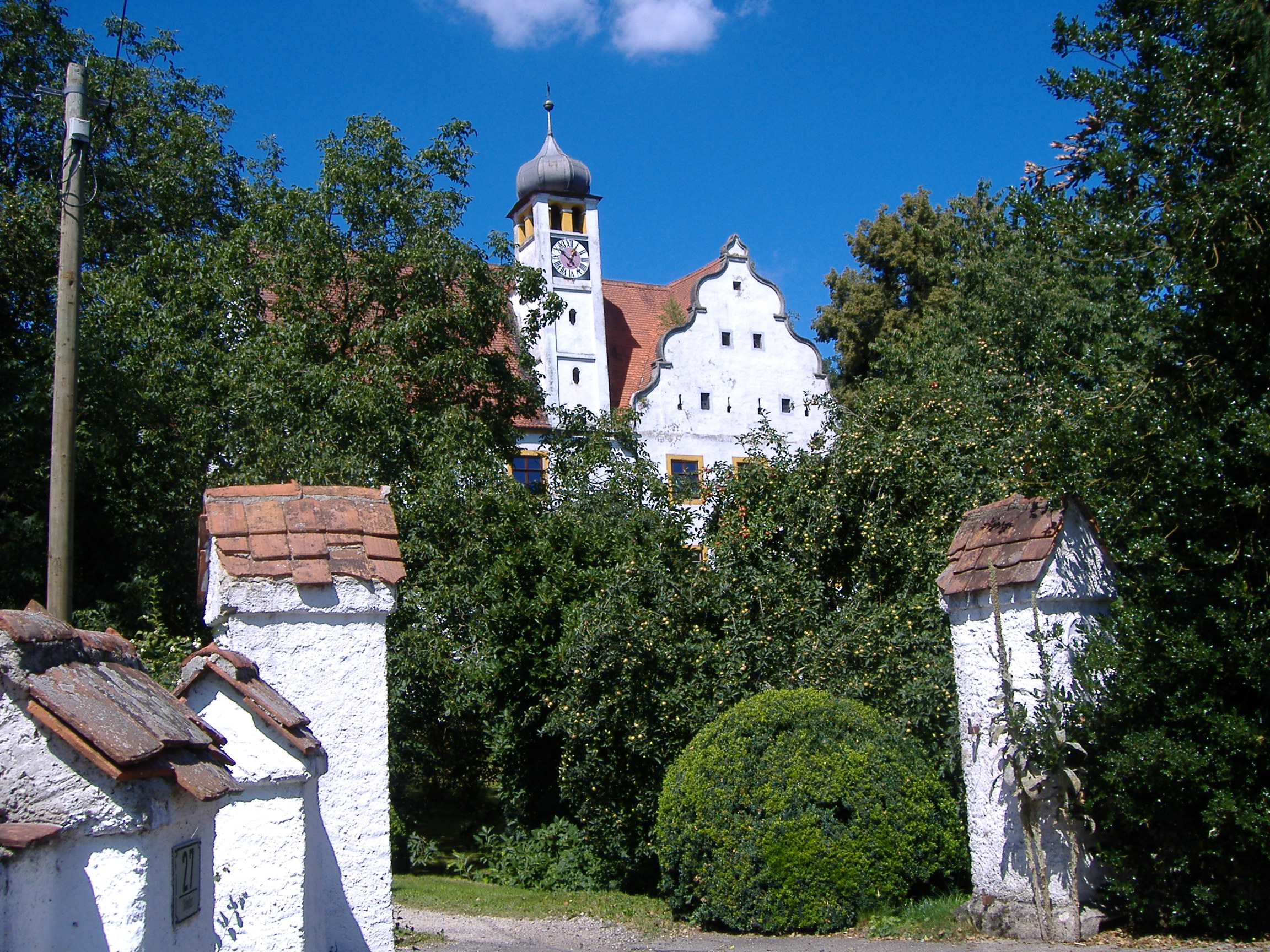
Schloss Haslangkreit

Die katholische Pfarrei Sankt Johannes Baptist in Großhausen gehört zum Dekanat Aichach-Friedberg im Bistum Augsburg. Zur Pfarrei gehören auch noch die Ortschaften Radersdorf, Oedmühle und Sedlhof.

Das katholische Kurat-Benefizium Haslangkreit, Paar und die Abtismühle gehören zur Pfarrei Sankt Magnus in Kühbach.

Fast 500 Jahre lang gehörten die Hofmark Haslangkreit und das Schloss Haslangkreit den Freiherrn und ab 1745 Grafen von Haslang. Von ihnen hat Haslangkreit, im Volksmund einfach Kreit genannt, zur Unterscheidung von anderen Orten mit -kreuth oder -kreit seinen Namen.
Bis zum 1. Juli 1972 gehörte Haslangkreit mit seinen Ortsteilen als selbstständige Gemeinde zum oberbayerischen Landkreis Aichach und kam dann im Zuge der Gebietsreform in Bayern in den neugegründeten schwäbischen Landkreis Aichach-Friedberg. Am 1. Januar 1978 erfolgte die Eingemeindung in den Markt Kühbach.

## Einwohner
Die 787 Einwohner (Stand: 31. Oktober 2016) verteilen sich auf die Teilorte wie folgt:
- Haslangkreit   191
- Paar           321
- Radersdorf     178
- Großhausen      97

## Sehenswürdigkeiten
- Schloss Haslangkreit: barocke Dreiflügelanlage mit Schlosskapelle
- Radersdorfer Badesee
- St. Isidor und Wendelin (Haslangkreit)

## Bodendenkmäler
Siehe: Liste der Bodendenkmäler in Haslangkreit

## Persönlichkeiten
- Alexander von Haslang († 1620), Feldherr und Hexenjäger